# Janículo

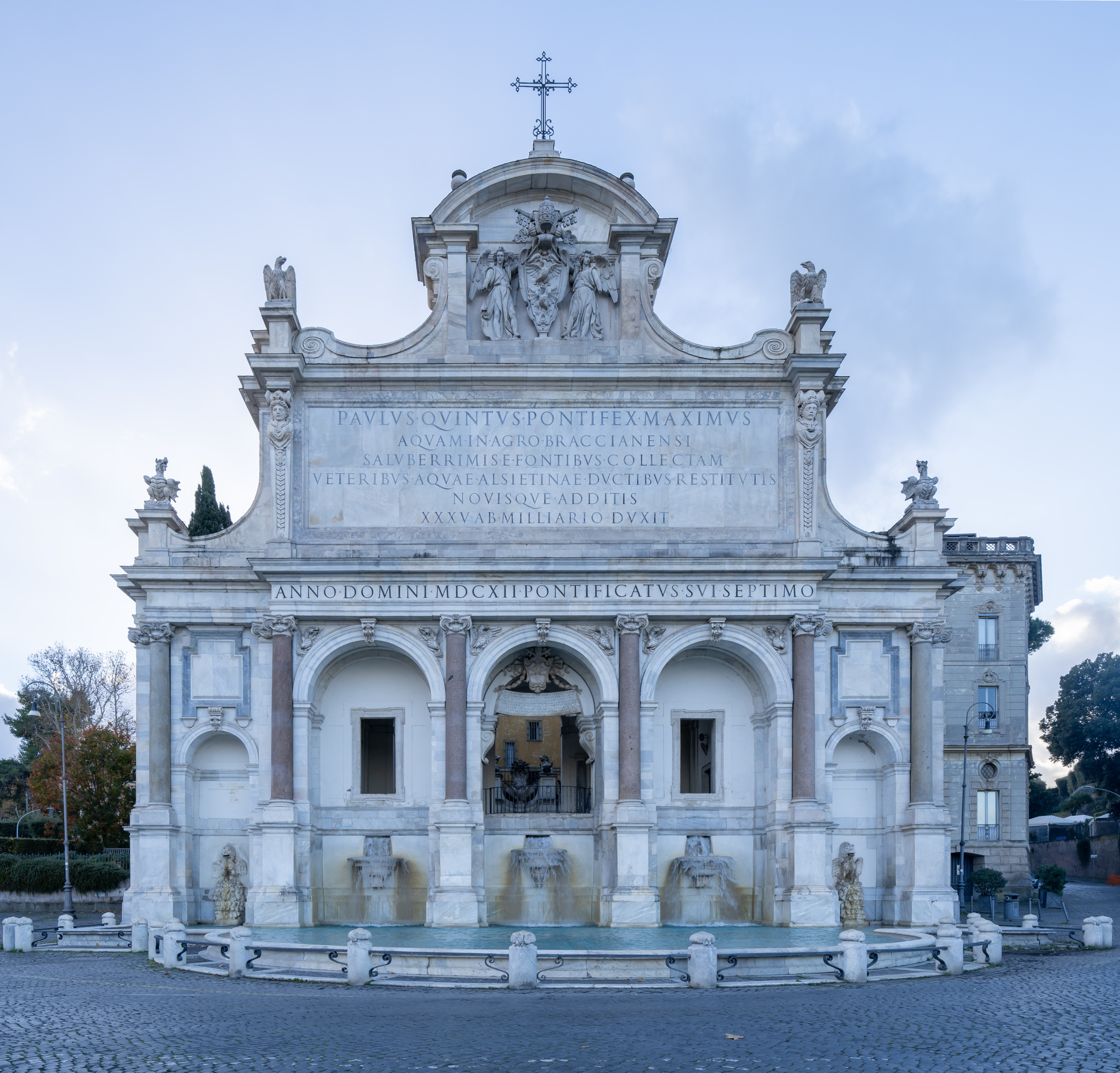
Fonte da Água Paula.

Janículo (em latim: Janiculum; em italiano:  Gianicolo) é uma colina localizada na região oeste de Roma. Apesar de ser a segunda mais alta da cidade (a mais alta é o Monte Mário), ela não é uma das famosas sete colinas sobre as quais Roma foi fundada, pois estava na margem oeste do Tibre e fora dos limites da cidade antiga.

## História

### Período arcaico e monárquico
O Janículo era o centro do culto ao deus Jano, pois sua posição elevada com vista para toda a cidade tornava o local ideal para que os áugures observassem seus auspícios. Na mitologia romana, Janículo (Janiculum) era o nome da antiga cidade fundada por Jano (o deus de duas faces dos começos). No livro VIII da "Eneida", de Virgílio, o rei Evandro mostra a Eneias as ruínas de Satúrnia e Janículo no monte Capitolino, perto da cidade arcádia de Pallanteum (onde Roma seria fundada). Virgílio usa estas ruínas para sublinhar a importância do Capitolino como centro religioso de Roma. Na realidade, havia no Janículo apenas um sacelo dedicado ao filho de Jano, Fonte (Fons ou Fontus). Estava ali também um pequeno assentamento conhecido como Pagus Ianiculensis, localizado no sopé da colina, na moderna região do Trastevere onde hoje está a Piazza Mastai.
Segundo Lívio, o Janículo foi incorporado à Roma Antiga durante o reinado de Anco Márcio para evitar que uma força inimiga o ocupasse. Ele foi fortificado com uma muralha e uma ponte (Ponte Sublício) foi construída atravessando o Tibre para ligar a região ao resto da cidade. A partir dali, a Via Aurélia levava à região da Etrúria.

### Período republicano e imperial
Durante a Guerra contra Clúsio, em 508 a.C., acredita-se que as forças de Lars Porsena tenham ocupado o Janículo para cercar Roma.
Em 477 a.,C., os veios, depois de terem derrotado os Fábios na Batalha de Cremera e o exército romano liderador pelo cônsul Tito Menênio Agripa Lanato, ocuparam o Janículo, de onde partiram numa campanha de devastação no território de Roma. A colina foi reconquistada no ano seguinte (476 a.C.) depois da Batalha do Janículo.

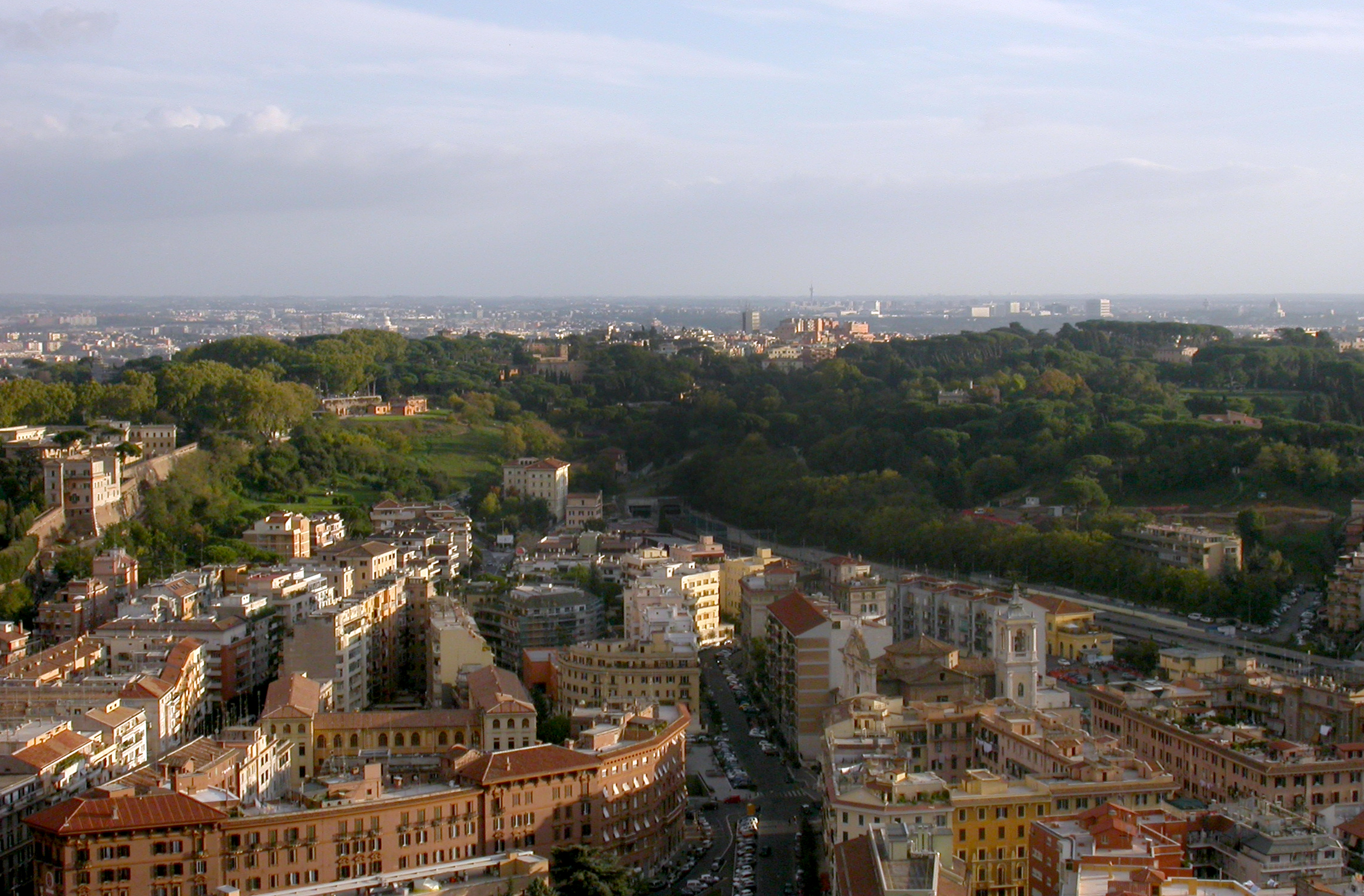
Vista do Janículo a partir da Cúpula da Basílica de São Pedro, no Vaticano.

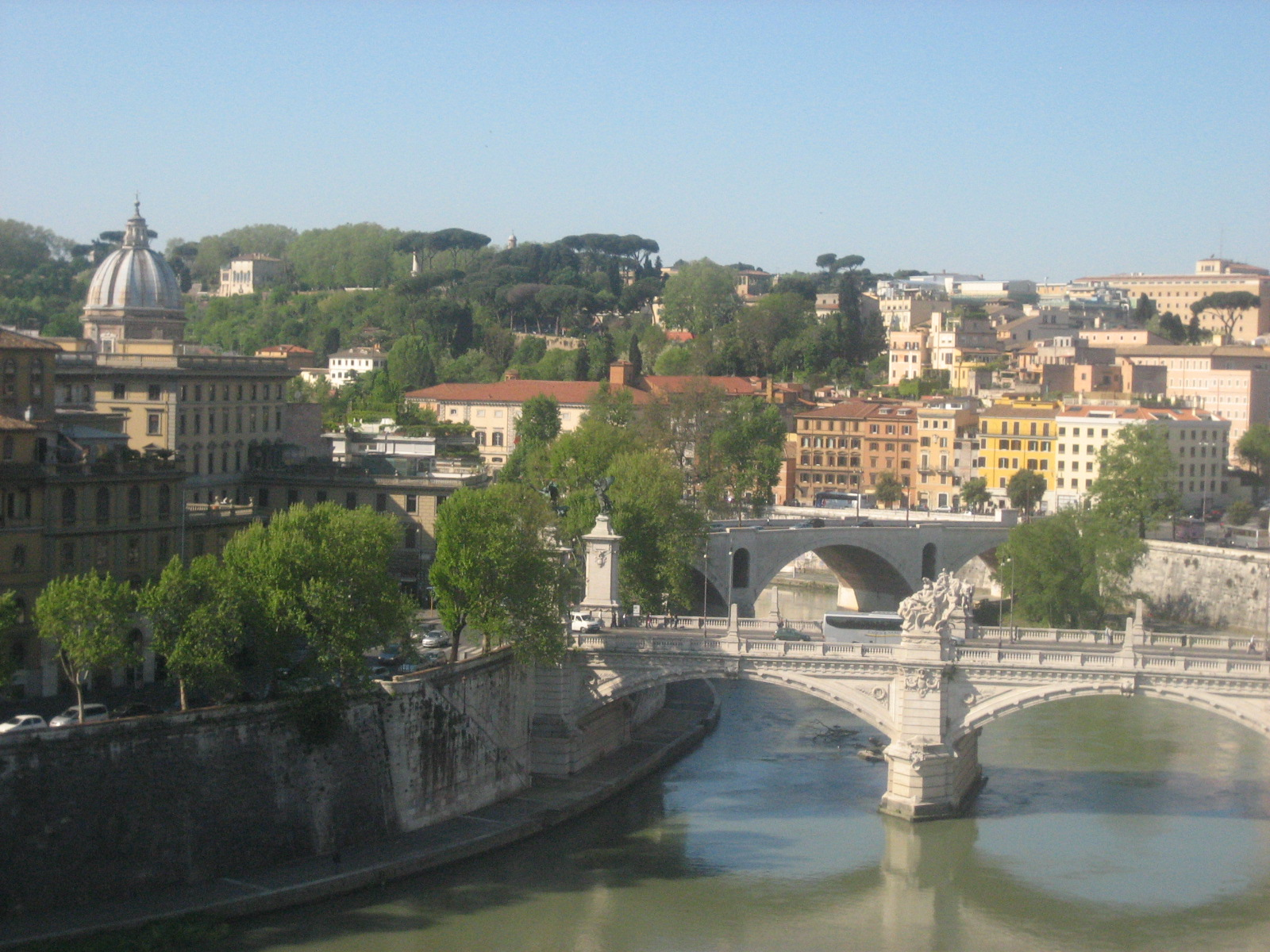
Vista do Janículo a partir do Castel Sant'Angelo. Em primeiro plano, o rio Tibre.

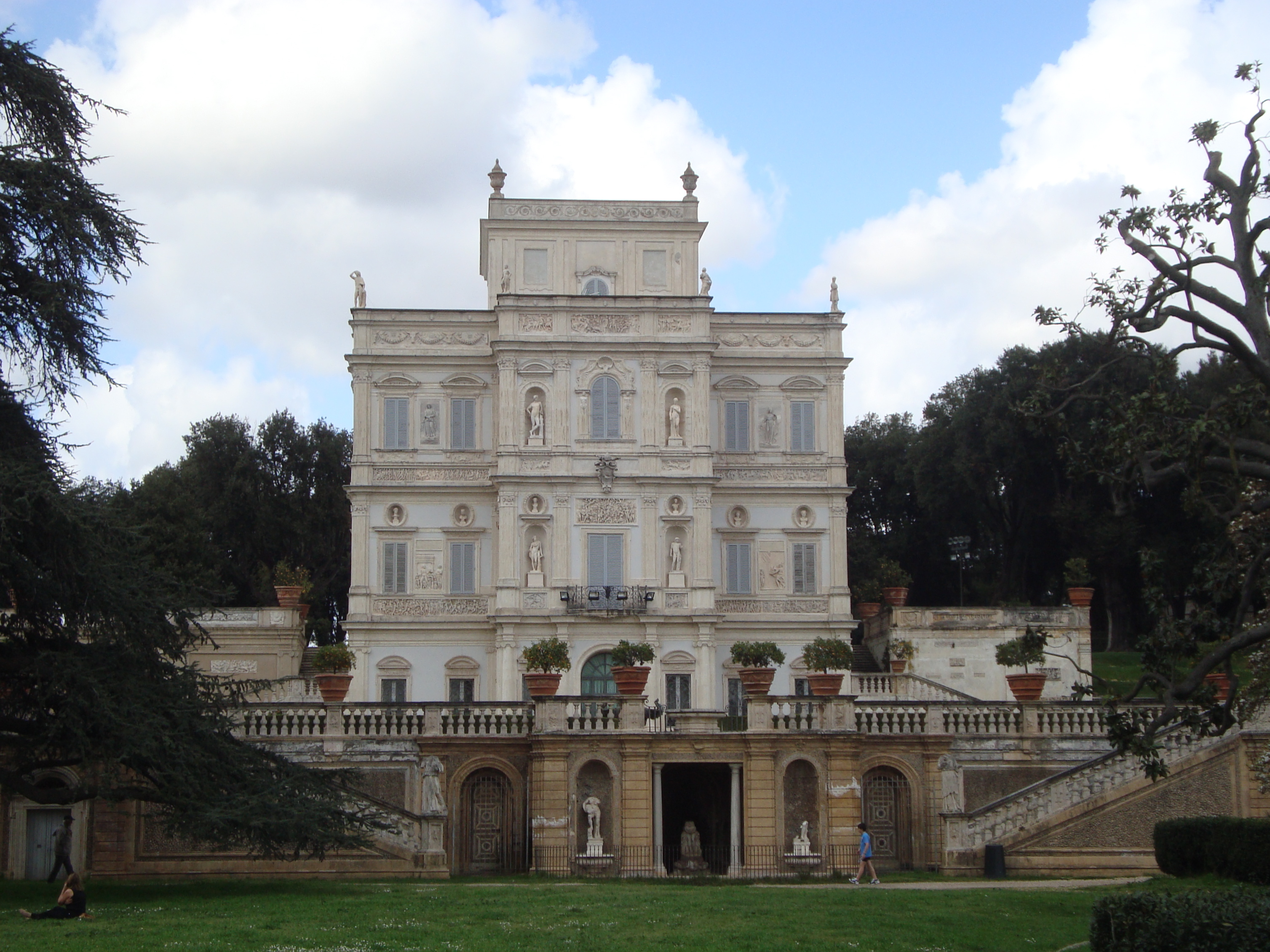
Casino del Bel Respiro, na Villa Doria Pamphilj.

Quando a Muralha Serviana foi construída, o Janículo ficou de fora. Uma área da colina foi dedicada como bosque sagrado dedicado, juntamente com um templo, à antiga deusa Furrina. Já no período imperial, um iseu (santuário da deusa egípcia Ísis) foi construído na encosta oriental da colina, onde está a moderna Via Dandolo, um local pitoresco. Apesar disto, era relativamente negligenciado e geralmente estava fechado. Os poucos restos encontrados estão expostos hoje no Palazzo Altemps.
Por ordem do imperador Aureliano (r. 270-275), a Muralha Aureliana passou pelo Janículo para incluir os moinhos de água utilizados para moer os cereais necessários para prover a farinha utilizada na fabricação do pão em Roma. Estes moinhos eram alimentados por um aqueduto no local de um declive acentuado. Por conta disto, o local lembra o complexo de Barbegal, em Fontvieille, na França, apesar de as escavações realizadas no final da década de 1990 tenham sugerido que o sistema de alimentação seria inferior e não superior (água movendo a roda por baixo e não por cima). Estes moinhos ainda estavam em uso em 537, quando os godos que cercavam Roma cortaram os aquedutos de Roma. Mais tarde, eles foram reformados e é possível que tenham estado em operação pelo menos até a época do papa Gregório IV (r. 827-844).

### Do século XVII em diante
No século XVII, o Janículo foi incluído na muralha construída pelo papa Urbano VIII, conhecida como Muralha do Janículo. A urbanização da colina consistia, no século XIX, de villas com grandes jardins, como a Villa Doria Pamphilj e a Villa Corsini, de seus palácios e finalmente de igrejas e conventos com suas grandes propriedades, como San Pancrazio, San Pietro in Montorio e Sant'Onofrio al Gianicolo.
Em 1849, o Janículo foi o palco da heroica defesa da fugaz República Romana contra os franceses chamados pelo papa Pio IX para recapturar Roma. Depois da unificação italiana, um grande parque público e uma espécie de memorial ao Risorgimento foi criado no local. Já em 1879, na Piazza di San Pietro in Montorio, foi construído um "Monumento aos caídos pela causa da Roma italiana", hoje destruído. No ponto mais alto da colina foram sucessivamente colocados a estátua equestre de Garibaldi, obra de Emilio Gallori inaugurada em 1895, e o Monumento a Anita Garibaldi, obra de Mario Rutelli (com a colaboração de Silvestre Cuffaro) em 1932; no pedestal delas estão os restos dos dois. No declive da Fonte de Paulo V, ao longo da Via do Gianicolo que leva até San Pietro, foram colocados vários bustos em mármore, retratos de ilustres membros do exército de Garibaldi, dos Mil e outros combatentes que com ele resistiram por semanas aos ataques das tropas francesas, muito mais numerosas e melhor armadas. Em 2011, um guia publicado pela Associazione Amilcare Cipriani depois de um grande programa de restauro, lista um total de 84 bustos
O monumento inicial aos caídos foi depois demolido e reconstruído em 1941 por Giovanni Jacobucci um pouco mais adiante, no alto da Via Garibaldi, incluindo o ossuário dos caídos da República Romana de 1849, no qual foi colocado também o túmulo de Goffredo Mameli.
A Passeggiata del Gianicolo, de onde se pode apreciar um dos mais belos panoramas do centro histórico de Roma, é constituído por duas grandes vias arborizadas com plátanos ao longo da Via Aurélia que se reúnem na Piazzale Garibaldi e dali prossegue unificada num declive sinuoso em direção à igreja de Sant'Onofrio, construída para completar o miradouro em 1939.

### Canhão do Janículo

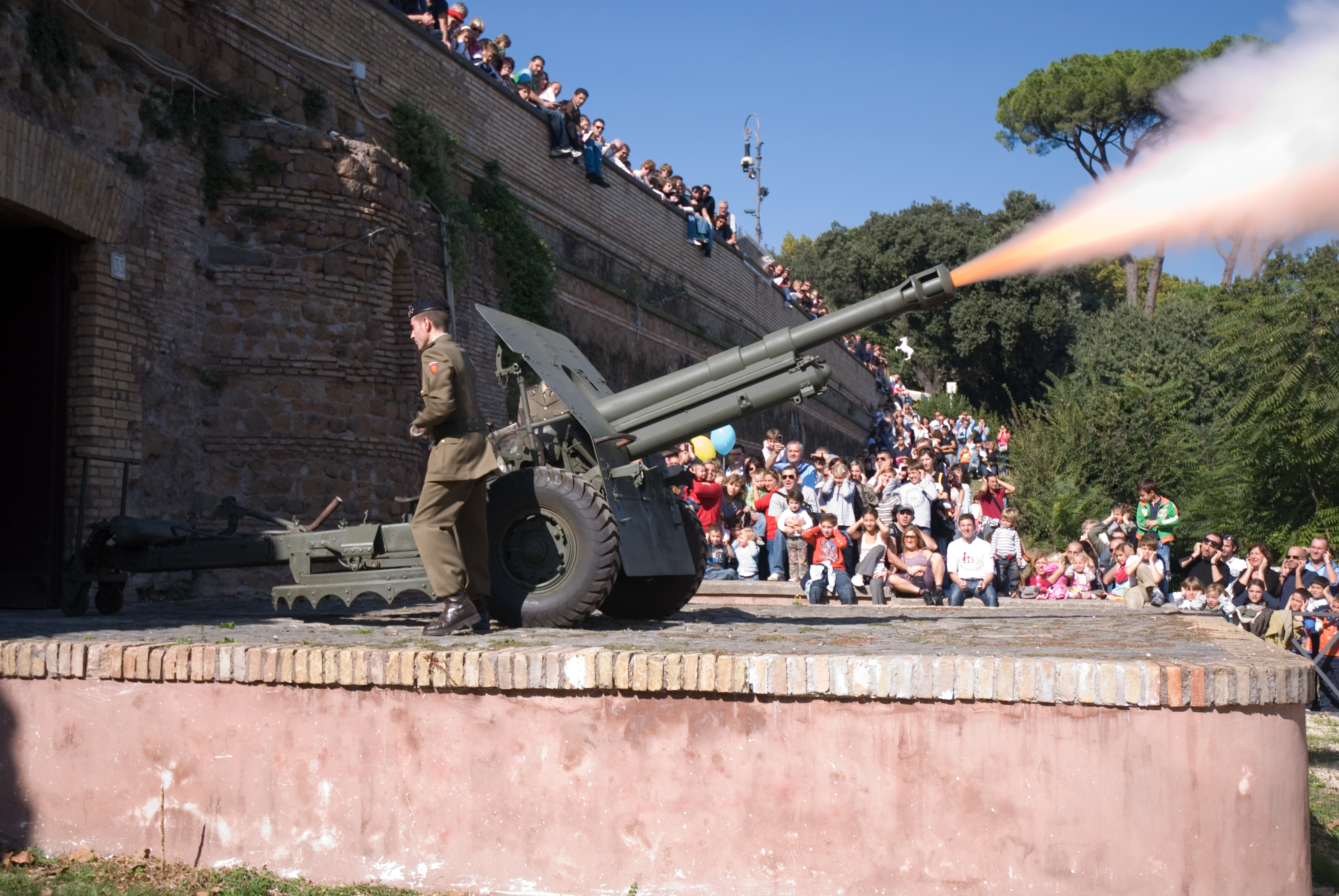
O famoso "Canhão do Janículo", que dispara todos os dias ao meio-dia

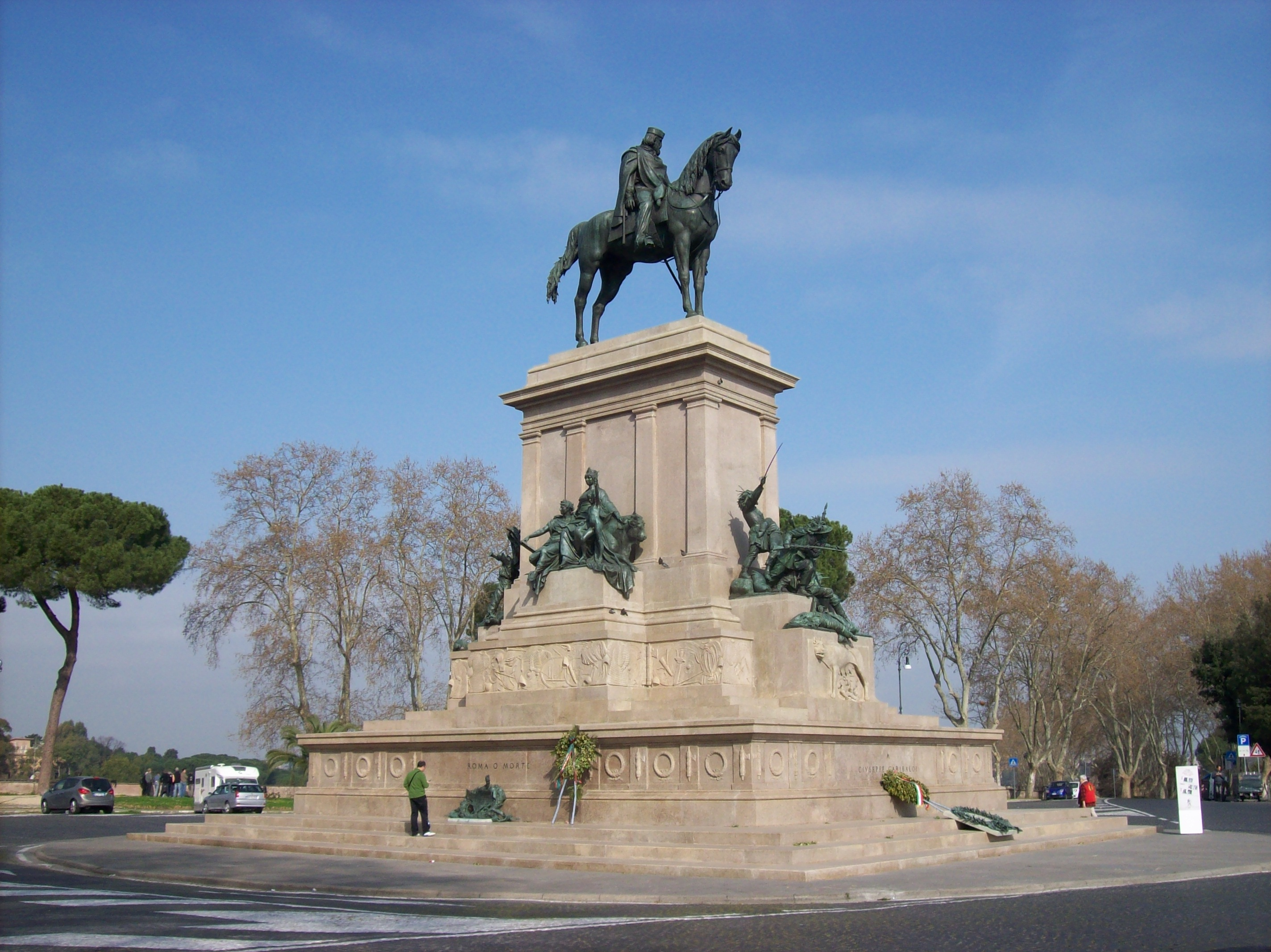
Estátua equestre de Garibaldi, no cume do Janículo.

No alto da colina, praticamente embaixo da estátua de Garibaldi, foi colocado em 24 de janeiro de 1904 um canhão que dispara uma salva todos os dias ao meio-dia em ponto. O disparo, nos raros dias nos quais a cidade é mais silenciosa (particularmente nos domingos de agosto) pode ser ouvido no Esquilino.
Esta tradição remonta à época do papa Pio IX, em 1847, que necessitava criar um padrão para sincronizar os sinos das igrejas de Roma, como informa o "Diario di Roma" de 30 de novembro de 1847. O canhão ficava originalmente no Castel Sant'Angelo, para onde foi levado em 1903, por poucos meses, antes de seguir para sua posição atual no Janículo. O costume não foi interrompido pela unificação da Itália e só foi interrompido pela Segunda Guerra Mundial. Em 21 de abril de 1959 os disparos voltaram por ocasião da comemoração do 2 712º aniversário da fundação de Roma.
O canhão atual é um obus 105/22 Mod. 14/61 do exército italiano.

## Pontos de interesse
O Janículo é um dos melhores locais de Roma para um panorama do centro histórico de Roma, com suas cúpulas e campanários. Outros pontos de interesse incluem a igreja de San Pietro in Montorio, no local onde se acreditava antigamente ter sido o local da crucificação de São Pedro: o famoso Tempietto, de Donato Bramante, marca o local. Ali está também a fonte barroca construída pelo papa Paulo V no final do século XVII conhecida como Fonte da Água Paula e diversas instituições de pesquisa, incluindo a American Academy in Rome e a Real Academia de España en Roma‎. A colina também abriga a Universidade Americana de Roma, a Pontifícia Universidade Urbaniana e o Pontifício Colégio Norte Americano. Finalmente, estão ali também o Jardim Botânico da Universidade de Roma "La Sapienza" e o Palazzo Montorio, a residência dos embaixadores da Espanha.
A Villa Lante al Gianicolo, de Giulio Romano (1520-1521), é uma importante obra do período inicial da carreira do mestre maneirista e um belo miradouro. A Villa Spada é hoje a embaixada da Irlanda em Roma.